# Iglesia de San Nicolás de Bari (Navas de San Antonio)
La iglesia de San Nicolás de Bari en las Navas de San Antonio (Provincia de Segovia, España) es un templo de tipo salón, obra de la segunda mitad del siglo XVI, de estilo gótico tardío. 

## Descripción
Realizada en piedra berroqueña, en su exterior, destacan sus dos portadas, la septentrional, actualmente clausurada, presenta arco apuntado y restos de un soportal, y la meridional, consta de vano adintelado a base de novelas bien labradas y colocadas. 
A los pies se sitúa la torre, de planta cuadrangular, que presenta en la parte superior, por cada cara, dos pares de ventanas sobre arcos ligeramente apuntados, y remata con pequeña espadaña. 
La cabecera, que sobresale en altura respecto a la nave, termina en testero plano, flaqueado por sendos contrafuertes. 
Todo el edificio se encuentra rodeado por un recinto murado, con cuatro puntos de acceso, que termina en basamentos, decorados con las características pirámides y bolas. 
Su interior consta de tres naves, cubiertas por techumbre de madera, la central más ancha que los laterales y separados mediante arcos apuntados que apoyan sobre sendos pilares, tres por cada lado, el central exento, y los otros, adosados al muro de la cabecera y al muro del coro, respectivamente. 
La cabecera se cubre con bóveda de terceletes que descansan sobre cuatro mensulones en forma de ángeles, que portan símbolos de la pasión. Por el lado de la epístola se adosan dos estancias cuadrangulares, la que fuera, sacristía vieja, y la nueva, esta última, cubierta con bóveda de nervios.